# Yevgueni Ivchenko
Yevgeny Mijáilovich Ivchenko (Евгений Михайлович Ивченко, Sumy Ucrania, 27 de junio de 1937 - 2 de junio de 1999) fue un atleta bielorruso especializado en marcha atlética.
Acudió a dos citas olímpicas. La primera ocasión fue en los Juegos Olímpicos de Múnich donde, en los 20 kilómetros marcha, resultó descalificado. La segunda ocasión fue en los juegos olímpicos de Moscú de 1980, donde obtuvo la medalla de bronce.
Sus mejores registros son, en 20 km – 1h:24:54 (1976) y en 50 km - 3h:50:24 (1979).